# Reiko Dan
Reiko Dan (団 令子 Dan Reiko?, n. 26 martie 1935, Shimogyō-ku⁠(d), Prefectura Kyoto, Japonia – d. 24 noiembrie 2003, Mitaka, Japonia), pe numele real Reiko Hamada (浜田 令子 Hamada Reiko?), a fost o actriță japoneză.

## Biografie
A apărut în mai multe filme între 1957 și 1974, fiind distribuită de compania Toho la sfârșitul anilor 1950 și începutul anilor 1960 într-o serie de comedii cunoscută sub numele „Trei păpuși”, unde a jucat alături de Sonomi Nakajima și Noriko Shigeyama. A devenit o vedetă a companiei Toho în anii 1960. Unele dintre cele mai cunoscute roluri ale ei au fost în filmele Sanjuro și Barbă Roșie, regizate de Akira Kurosawa.
S-a retras din activitate în 1974, dar a revenit pentru o scurtă perioadă de la sfârșitul anilor 1980 până în anul 1990 pentru a-l sprijini pe fiul ei, Yuta Dan (1967-2006), care era, de asemenea, actor.

## Filmografie parțială
| An   | Titlu                           | Rol                                   |
| ---- | ------------------------------- | ------------------------------------- |
| 1958 | Song for a Bride                |                                       |
| 1958 | A Holiday in Tokyo              |                                       |
| 1960 | Daughters, Wives and a Mother   |                                       |
| 1960 | When a Woman Ascends the Stairs | Junko                                 |
| 1961 | Daigaku no Wakadaishō           | Kyoko Danno                           |
| 1961 | The End of Summer               | Yuriko                                |
| 1962 | Burari Bura-bura Monogatari     | mătușa                                |
| 1962 | Sanjuro                         | Chidori, fiica guvernatorului Mutsuta |
| 1965 | Barbă Roșie                     | infirmiera Osugi                      |
| 1965 | Chi to suna                     | Oharu aka Kin Sun Ho                  |

## Legături externe
- Reiko Dan la Internet Movie Database